# Thenaria
Thenaria är en infraordning av nässeldjur som beskrevs av Oscar Henrik Carlgren 1899. Thenaria ingår i klassen koralldjur.